# Adenanthos obovatus
Adenanthos obovatus is een soort van struik uit de familie Proteaceae die endemisch is in het zuidwesten van Australië. De struik wordt tot 1 m hoog en ongeveer 1,5 m breed met fijn helder groen blad. De prominente rode bloemen verschijnen van april tot december met een piek in het voorjaar (augustus tot oktober).